# R Scuti
Désignations
R Scuti (en abrégé R Sct) est une étoile de la constellation de l'Écu de Sobieski. Il s'agit d'une supergéante jaune qui est également une étoile variable pulsante de type RV Tauri. Elle a été découverte en 1795 par Edward Pigott, à une époque où seules quelques étoiles variables étaient connues en tant telles. Elle est située à une distance d'environ 395 pc (∼1 290 al) du Soleil, en se basant sur la parallaxe annuelle mesurée par le satellite Gaia.

## Observation
R Sct est la plus brillante des étoiles variables de type RV Tau, et la base de données de l'Association américaine des observateurs d'étoiles variables (AAVSO) contient plus de 110 000 observations de l'étoile. Quand elle est autour de son maximum de luminosité, elle est alors visible à l’œil nu, et quand elle est à son minimum de luminosité, elle peut être repérée avec de bonnes jumelles. Dans le ciel, elle est située à environ 1° au nord-ouest de l'amas du Canard sauvage (M11).
Les variables de type RV Tauri forment un sous type de céphéides de type II, moins connues que les célèbres céphéides classiques (de type I). Les étoiles de type RV Tauri ont souvent des courbes de lumière quelque peu irrégulières, à la fois en amplitude et en période, mais R Scuti est extrême. Elle possède l'une des périodes les plus longues connues de toutes les variable de type RV Tauri, et sa courbe de lumière présente un certain nombre de caractéristiques inhabituelles : minima extrêmes occasionnels, stabilisations intermittentes qui peuvent durer pendant plusieurs années avec seulement de faibles variations erratiques, et des périodes de changements chaotiques de sa luminosité,. En-dehors de ces variations extrêmes, R Sct présente habituellement une période de 71 jours, où alternent des minima peu profonds et profonds, ces derniers se produisant donc tous les 142 jours.

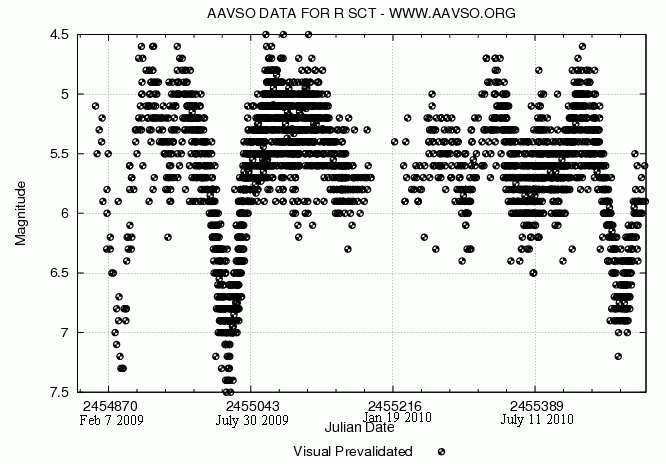
Courbe de lumière de R Sct du 1 janvier 2009 au 24 novembre 2010 obtenue à partie des données de l'AAVSO. Vers le haut, l'étoile est plus lumineuse, alors que vers le bas elle est plus faible. Les jours sont exprimés en jour julien.

## Propriétés
Le spectre de R Scuti est particulier, surtout quand l'étoile est la plus froide, autour de ses minima. En minimum profond, la majorité de son spectre correspond à celui d'une supergéante de type K précoce, mais il montre également des bandes de TiO qui sont plus typiques d'une étoile de classe M.
Son type spectral reconnu, qui est noté G0Iae-K2p(M3)Ibe, donne une bonne idée de la complexité de l'étoile. Sa température et son rayon varient tous les deux, avec une luminosité maximale qui correspond à sa température maximale. Le changement du rayon de l'étoile connaît un décalage, et le rayon le plus petit se présente environ un quart de période après la luminosité minimale.
La classe de luminosité spectrale classifie R Sct comme une supergéante, et même comme une supergéante lumineuse (classe Ia) quand elle est près du maximum, mais on pense qu'elle est en réalité une étoile de faible masse hautement évoluée qui n'est probablement pas plus de 10 000 fois plus lumineuse que le Soleil, même quand est à son maximum de luminosité. La relation période-luminosité pour les céphéides de type II suggère une luminosité de 9 300 L☉, similaire à ce qu'on obtient avec la dérivation spectrophotométrique qui donne 9 400 L☉. D'autres dérivations ont produit des valeurs bien plus basses, mais elles partent souvent d'une supposition irréaliste de la distance basée sur une valeur de parallaxe obsolète issue d'Hipparcos.
Si R Scuti était une étoile post-AGB, on s'attendrait à ce qu'elle montre des changements identifiables dans sa température et sa période sur toute la période durant laquelle elle a été suivie de près. Au contraire, on voit une étoile avec un taux de perte de masse relativement faible qui possède une atmosphère étendue froide et une température et une période de variation relativement constantes. Une hypothèse suggère que R Scuti est toujours une étoile AGB à impulsions thermiques (thermally pulsing), ce qui est consistant avec les niveaux de perte de masse calculés.
Le stade d'évolution de R Scuti est incertain et les estimations de sa masse varient grandement. Les variables de type RV Tau, considérées comme des étoiles post-AGB devraient avoir des masses qui sont près de ou inférieures à celle du Soleil, ce qui est confirmé pour un certain nombre d'étoiles de type RV Tau qui font partie d'un système binaire. Des anciennes estimations, qui se basaient uniquement sur la classe de luminosité de supergéante, lui donnaient des masses bien plus importantes.